# 井川祐輔
井川祐輔（Yusuke Igawa，1982年10月30日—），已退役日本足球運動員，司職中後衛，前日本國家足球隊成員，曾任香港丙組足球聯賽球隊蘭斯貝利主教練。

## 俱樂部生涯
井川祐辅在1995年13岁的时候进入大阪飞腳的青训梯队，并在2001年正式进入一队，同年就进入了日本U-20国家队。为了寻求更多的出场机会，年仅20岁的井川在2003年赛季中被租借到了当时日乙的广岛三箭，当赛季出场21场并打进4球，成为了广岛三箭首发后卫，帮助广岛三箭成功升入日职。
发挥出色的井川在后来被大阪飞腳租借到各队进行训练，2004年赛季中被租借到了名古屋鲸鱼，2006年被租借到了川崎前锋。大阪飞腳主力后卫宫本恒靖在2006赛季结束后离开了日本前往奥地利联赛，主力位置的空缺让井川看到了机会，但是时任大阪飞腳主帅的西野朗却并没有召回井川。2008年，大阪飞腳阵中四后卫除了中泽聪太之外，还有当时的日本国脚加地亮和安田理大，以及老将山口智，后防线阵容完整，已经完全没有井川的上阵机会。最终井川在2008年赛季中正式转会到了川崎前锋。
2010年8月18日，在对阵名古屋鲸鱼的比赛中，井川左脚跖骨骨折，因此休战了四周。从此之后井川的状态开始有所下滑，到2016年的时候联赛仅出场13场，与此同时川崎前锋也没有和井川续约，在2017年亚冠联赛对阵广州恒大的比赛中井川受伤下场，后诊断为右膝内侧韧带损伤，完全康复需要四个月的时间，至此井川的2017年赛季刚刚开始便结束了。
2017年亚冠联赛出场2次，国内赛事0出场之后，合同期满的井川宣布离开川崎前锋。虽然2017年井川在国内的赛事0出场，但也随队拿到了2017年日职联赛的冠军，同时也是队史首个联赛冠军。他为川崎前锋效力12个赛季，联赛出场229次打进3球、天皇杯出场16次打进1球、联赛杯出场26次、亚冠出场20次。
在井川选择下家的时候，香港超级足球联赛的香港飞马对他表示关注。可是飞马为了给予本地球员更多机会而放弃引进井川，却也让他在2018年1月1日与东方签约正式加盟。

## 國家隊生涯
2008年5月，时任日本国家足球队主教练冈田武史为了备战麒麟杯，选中了在川崎前锋效力的井川。

## 家庭生活
2011年9月20日，井川祐辅迎娶日本著名内衣模特儿安藤沙耶香，12月5日正式公布婚讯，而他们首个儿子于2012年9月18日出生。

## 獎項
東方龍獅
- 香港高級組銀牌亞軍（2017–18季度）

川崎前鋒
- 天皇盃亞軍（2016年）
- 日本聯賽盃亞軍（2007年、2009年、2017年）
- 日本職業足球聯賽冠軍（2017年）
- 日本職業足球聯賽亞軍（2008年、2009年）

## 外部連結
- 井川祐輔的Instagram帳戶
- 香港足球總會網頁球員註冊資料（页面存档备份，存于）
- 川崎フロンターレによる公式プロフィール
- 井川祐輔的X（前Twitter）
- 日本職業足球聯賽中的井川祐輔 （日語）